# SFV-ASF
SFV-ASF (tyska: Schweizerischer Fussballverband, franska: Association Suisse de Football, italienska: Associazione Svizzera di Calcio) är Schweiz fotbollsförbund. Det grundades 1895 och gick med i Fifa 1904 och i Uefa 1954. SFV-ASF har sitt huvudkontor i Bern.

### Fotnoter
1. ↑  ”Switzerland” (på engelska). UEFA. http://www.uefa.com/memberassociations/association=sui/. Läst 3 november 2016.